# Heterognatha chilensis
Heterognatha chilensis là một loài nhện trong họ Araneidae.
Loài này thuộc chi Heterognatha. Heterognatha chilensis được Hercule Nicolet miêu tả năm 1849.